# Mikael Bertelsen
Mikael Bertelsen (født Mikael Simson Bertelsen den 5. oktober 1967) er en dansk radio- og tv-personlighed. Han var sammen med Mads Brügger programchef på radiokanalen Radio24syv.

## Baggrund
Mikael Bertelsen er søn af designer og syerske Kate Bertelsen og arkitekt Gunnar Bertelsen, der blandt andet var manden bag cafeer og restauranter som Café Victor, Victors Garage og Café Dagmar i 1980'ernes København. Mikaels skolegang foregik på Hillerød Lilleskole, Blovstrød Skole og N. Zahles Skole. Derefter gik han i nogle få uger på Det frie Gymnasium, men endte med at tage studentereksamen på Akademisk Studenterkursus.
Bertelsen er gift og har tre døtre med erhvervskvinden Malou Aamund, der er tidligere folketingsmedlem for Ny Alliance og Venstre.

## Karriere

### Radio
Bertelsen, der ikke har nogen formel uddannelse, begyndte sin mediekarriere i 1991 med at lave Børneradio, Det Elektriske Barometer og ungdomsprogrammet P4 på P1. I 1998 var han udsendt af Udenrigsministeriet i forbindelse med opbygning af to radiostationer i Thailand.
I 2003 fik han sit eget radioprogram Bertelsen på P1
I august 2011 forlod Mikael Bertelsen Danmarks Radio for sammen med Mads Brügger at blive kanalchef på radiokanalen Radio24syv, der begyndte at sende den 1. november 2011.
Af Mikael Bertelsens omfattende radioproduktion kan nævnes "Skjoldhøj Arkivet" (sammen med Mads Brügger), "Helt Klassisk" på P2 og "P1 i Fængsel", der var en prisvindende radioserie om livet bag de lukkede døre i Statsfængslet Søbysøgård på Fyn. Bertelsens sidste produktion på DR var en prisbelønnet radioserie, hvor han i 14 dage flyttede ind på Danmarks største plejehjem Sølund.

### TV
Bertelsen var i to år leder af ungdomsredaktionen på Danmarks Radio (1996-1998) og i tre år redaktør og medlem af chefredaktionen på DR2 (2003-2006). Han er kendt som tidligere vært på tv-programmerne Bertelsen – DR2´s Talkshow (1999), De uaktuelle nyheder (2002), den 11. time (2007), Quatraro Mysteriet (2009), julekalenderen Bertelsen på Caminoen (2010) og Læsegruppen Sundholm (2011). I 2017 medvirkede Bertelsen i dokumentarfilmen John Dalli Mysteriet, der modtog en Special Mention-pris på dokumentarfilmsfestivalen CPH:DOX. Seneste tv-produktion var Bertelsen på Shikoku 88 (2017) på DR2, hvor han i ti afsnit gik 1200 km på verdens ældste pilgrimsrute på den japanske stillehavsø Shikoku.
I perioden 2003 til oktober 2006 fungerede Bertelsen som chef for kunst- og humor-programmerne på DR2. I sin tid som programchef stod han bag tv-successer som Jul på Vesterbro, Drengene fra Angora, Musikprogrammet, Tal med Gud, Omar skal Giftes, Normalerweize, Wulffmorgenthaler, Dolph & Wulff, Stormslag, Clement Direkte, Jersild og spin, Danes for Bush og Det Røde Kapel.
Bertelsen har medvirket til at udvikle og producere programmer som fx Gramsespektrum og Banjos Likørstue.
I 2008 var Mikael Bertelsen vært ved European Film Awards i København. Showet blev produceret af ZDF og sendt til 42 europæiske lande.
I 2020 producerede han programmet Det sidste ord, hvor han interviewer kendte danskere til et program, der først sendes efter personens død. Det første program var med Bent Fabricius-Bjerre.

## Hæder
Mikael Bertelsen har gennem årene modtaget flere priser og hædersbevisninger blandt andet den internationale radiopris Premios Ondas.
- Nat&Dag prisen (1999)
- Kryger-prisen (2002)
- Zulu Awards - Årets TV (2002)
- Brancheprisen - TV Prisen (2003)
- Dansklærernes Pris (2003)
- Dan Turèll Medaljen (2003)
- Premios Ondas Radio Prize (2003)
- Årets Bjørn (2004)
- Journalisthøjskolens Pris (2007)
- Polka Verner Legatet 2011
- Årets Nyskabelse - TV prisen (2011)